# Předseda Národní rady Slovenské republiky
Předseda Národní rady Slovenské republiky je druhá nejvyšší ústavní funkce po prezidentovi Slovenské republiky. Jeho hlavním úkolem je předsedat schůzím Národní rady. Pokud není na zasedání přítomen, může pověřit vedením zasedání některého z místopředsedů. V době zvolení nového parlamentu vede předchozí předseda první zasedání Národní rady, dokud není zvolen předseda nový.
V době, kdy Slovensko nemá pravomocně zvoleného prezidenta nebo prezident není ze zdravotních důvodů schopen vykonávat svou funkci, přecházejí na předsedu národní rady některé prezidentské pravomoci například pravomoc jmenovat a odvolávat členy slovenské vlády.

## Seznam předsedů Národní rady Slovenské republiky (od roku 1993)
| Poř. | Obrázek          | Jméno (narození–úmrtí)            | Nástup do úřadu    | Odchod z úřadu     | Volební období | Volební období | Strana | Strana     | Předseda vlády | Předseda vlády   |
| ---- | ---------------- | --------------------------------- | ------------------ | ------------------ | -------------- | -------------- | ------ | ---------- | -------------- | ---------------- |
| 1    |                  | Ivan Gašparovič (* 1941)          | 1. ledna 1993      | 29. října 1998     | 1994           | I.             |        | ĽS-HZDS    |                | Vladimír Mečiar  |
| 2    |                  | Jozef Migaš (* 1954)              | 29. října 1998     | 15. října 2002     | 1998           | II.            |        | SDĽ        |                | Mikuláš Dzurinda |
| 3    |                  | Pavol Hrušovský (* 1952)          | 15. října 2002     | 7. února 2006      | 2002           | III.           |        | KDH        |                | Mikuláš Dzurinda |
| –    |                  | Béla Bugár (zastupující) (* 1958) | 7. února 2006      | 4. července 2006   | –              | III.           |        | SMK-MKP    |                | Mikuláš Dzurinda |
| 4    |                  | Pavol Paška (1958–2018)           | 4. července 2006   | 8. července 2010   | 2006           | IV.            |        | SMER-SD    |                | Robert Fico      |
| 5    |                  | Richard Sulík (* 1968)            | 8. července 2010   | 13. října 2011     | 2010           | V.             |        | SaS        |                | Iveta Radičová   |
| 6    |                  | Pavol Hrušovský (* 1952)          | 13. října 2011     | 4. dubna 2012      | –              | V.             |        | KDH        |                | Iveta Radičová   |
| 7    |                  | Pavol Paška (1958–2018)           | 4. dubna 2012      | 24. listopadu 2014 | 2012           | VI.            |        | SMER-SD    |                | Robert Fico      |
| 8    |                  | Peter Pellegrini (* 1975)         | 25. listopadu 2014 | 23. března 2016    | –              | VI.            |        | SMER-SD    |                | Robert Fico      |
| 9    |                  | Andrej Danko (* 1974)             | 23. března 2016    | 20. března 2020    | 2016           | VII.           |        | SNS        |                | Robert Fico      |
| 9    | Peter Pellegrini | Andrej Danko (* 1974)             | 23. března 2016    | 20. března 2020    | 2016           | VII.           |        | SNS        |                |                  |
| 10   |                  | Boris Kollár (* 1965)             | 20. března 2020    | 25. října 2023     | 2020           | VIII.          |        | Sme rodina |                | Igor Matovič     |
| 10   | Eduard Heger     | Boris Kollár (* 1965)             | 20. března 2020    | 25. října 2023     | 2020           | VIII.          |        | Sme rodina |                |                  |
| 10   |                  | Boris Kollár (* 1965)             | 20. března 2020    | 25. října 2023     | 2020           | VIII.          |        | Sme rodina |                |                  |
| 10   | Ľudovít Ódor     | Boris Kollár (* 1965)             | 20. března 2020    | 25. října 2023     | 2020           | VIII.          |        | Sme rodina |                |                  |
| 11   |                  | Peter Pellegrini (* 1975)         | 25. října 2023     | 6. dubna 2024      | 2023           | IX.            |        | HLAS-SD    |                | Robert Fico      |
| –    |                  | Peter Žiga (zastupující) (* 1972) | 7. dubna 2024      | 26. března 2025    | –              | IX.            |        | HLAS-SD    |                | Robert Fico      |
| 12   |                  | Richard Raši (* 1971)             | 26. března 2025    | úřadující          | –              | IX.            |        | HLAS-SD    |                | Robert Fico      |